# BOB ABeh 4/4 I
Die ABeh 4/4 I sind meterspurige Elektrotriebwagen der Berner Oberland-Bahn (BOB) in der Schweiz für gemischten Adhäsions- und Zahnradbetrieb, hergestellt von der Schweizerische Industrie Gesellschaft (SIG), der Schweizerische Lokomotiv- und Maschinenfabrik in Winterthur (SLM) und von Brown, Boveri & Cie. (BBC).

## Geschichte
Nach der Inbetriebnahme der ersten drei Triebwagen ABDeh 4/4 im Jahre 1949 konnten die Fahrleistungen erheblich erhöht werden. Da man mit drei Triebwagen allerdings nur die Hälfte der Leistung übernehmen konnte, kamen die Lokomotiven HGe 3/3 21 bis 28 und 29 weiterhin zum Einsatz, die jedoch den Nachteil einer deutlich niedrigeren Maximalgeschwindigkeit hatten. Aus Kostengründen war eine weitere Aufstockung des Triebwagenbestandes nicht möglich.
Mitte 1958 trat ein neues Schweizer Eisenbahngesetz in Kraft, welches finanzielle Hilfe der Kantone und des Bundes ermöglichte. Mit dieser finanziellen Verbesserung machten sich die BOB sofort an die Entwicklung und Planung eines passenden Fahrzeugs. Im Jahre 1965 wurden zunächst die fünf Triebwagen 304 bis 308 geliefert, was ausreichte um zusammen mit den drei ABDeh 4/4 den gesamten Betrieb mit Triebwagen zu übernehmen, die Lokomotiven wurden im Normalbetrieb nicht mehr benötigt.
Im Jahre 1979 wurden zwei weitere baugleiche Triebwagen, die 309 und 310 abgeliefert, wobei der Triebwagen 309 im Jahre 1999 an die Bayerische Zugspitzbahn verkauft wurde.

## Technisch
Beim ABeh 4/4 I wurde auf ein Gepäckabteil verzichtet, um ein grösseres Erstklasse-Abteil einbauen zu können. Ebenfalls wurde auf den Einbau einer Rekuperationsbremse verzichtet, da diese bei den älteren Triebwagen nie richtig funktionierte und ausgebaut werden musste. Als wesentliche Neuerung konnte der abkuppelbare Adhäsionsantrieb auf Zahnstangenstrecken angesehen werden. Mit 1000 kW Leistung waren die neun Triebwagen wesentlich stärker als die alten.
Auf den Zahnrad-Abschnitten kann der Adhäsions-Antrieb von den Motoren abgekuppelt werden. Die Bremsausrüstung des Triebwagens besteht aus einer Widerstandsbremse als Betriebsbremse, einer Adhäsionsklotzbremse auf alle Radsätze mit Zahnradzusatzbremse und einer auf alle vier Triebzahnräder wirkende Zahnradbremse.

## Betrieb
Nach der Ablieferung der neuen ABDeh 8/8-Triebzüge wurden die ABeh 4/4 I schrittweise aus dem Verkehr gezogen und ausrangiert, bis man sie im Jahr 2018 alle ausser 304 und 310 verschrottete.
| Triebwagen     | Triebwagen     | Triebwagen         | Triebwagen | Triebwagen            | Triebwagen                                | Triebwagen |
| Bezeichnung    | Inbetriebnahme | Bild des Fahrzeugs | Wappen     | Namen                 | Status                                    |            |
| -------------- | -------------- | ------------------ | ---------- | --------------------- | ----------------------------------------- | ---------- |
| ABeh 4/4 I 304 | 1965           |                    |            | Bern                  | neues Dienstfahrzeug                      |            |
| ABeh 4/4 I 305 | 1965           |                    |            | Gündlischwand         | August 2003 Kollision Umler, Abbruch 2018 |            |
| ABeh 4/4 I 306 | 1965           |                    |            | Lütschental           | Abbruch 2018                              |            |
| ABeh 4/4 I 307 | 1965           |                    |            | Wilderswil            | Abbruch 2018                              |            |
| ABeh 4/4 I 308 | 1965           |                    |            | Gsteigwiler           | Abbruch 2018                              |            |
| ABeh 4/4 I 309 | 1979           |                    | –          | –                     | 1999 an BZB verkauft                      |            |
| ABeh 4/4 I 310 | 1979           |                    |            | Matten bei Interlaken | noch erhalten                             |            |

## Bayerische Zugspitzbahn

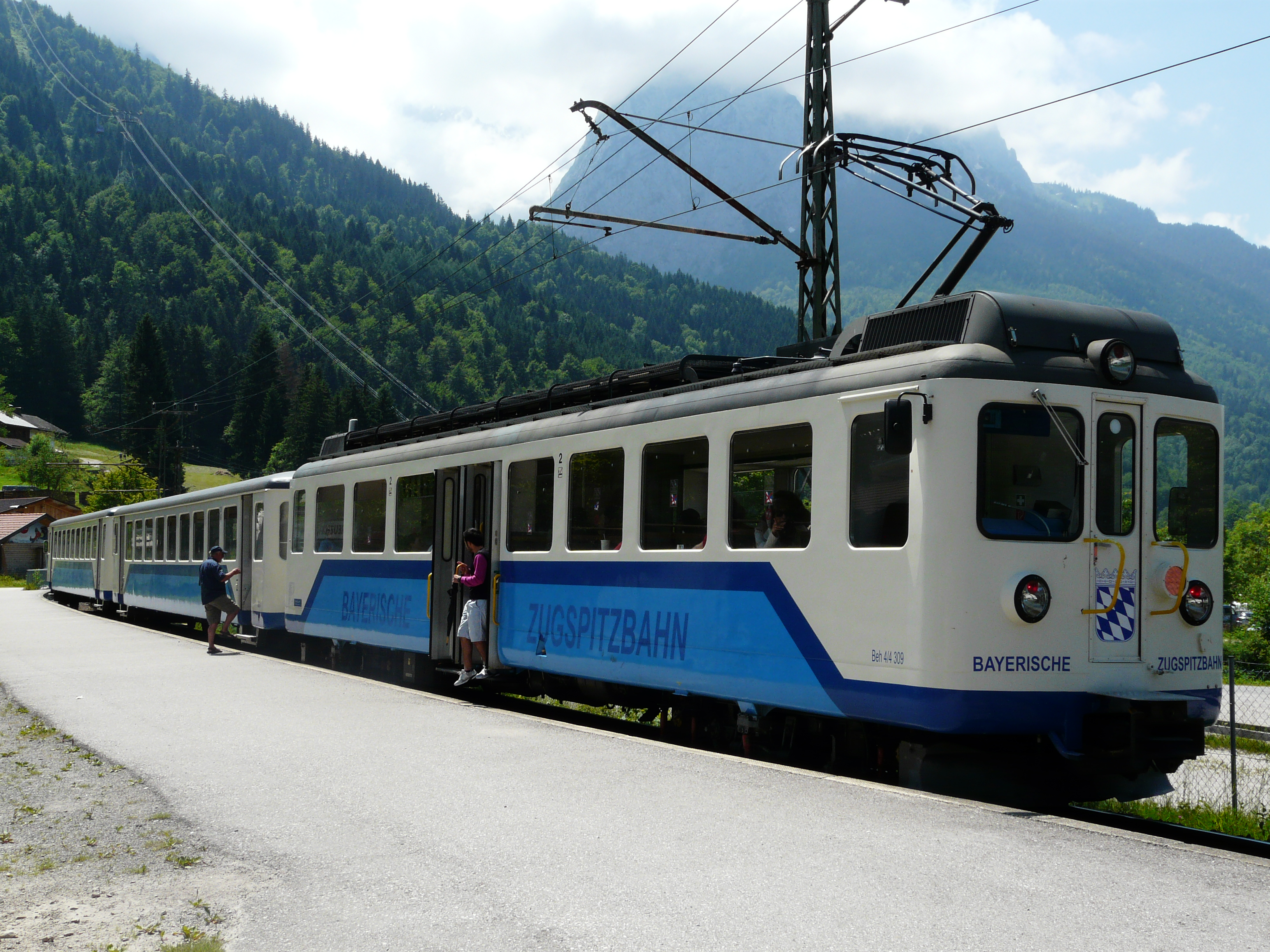
Triebwagen 309

Die Bayerische Zugspitzbahn erwarb 1999 den Triebwagen 309 von der Berner Oberland-Bahn, zusammen mit zwei Steuerwagen vom Regionalverkehr Bern–Solothurn. Bei der Zugspitzbahn behielt der Triebwagen seine alte Betriebsnummer, die +GF+-Kupplungen aus der Schweiz und die reine Druckluftbremsausrüstung. Das Fahrzeug hat nur eine Zulassung bis Eibsee (maximale Neigung 150 ‰), weil seine Zahnradbremsausrüstung nicht für größere Neigungen ausgelegt ist und es für den anschließenden Zugspitztunnel zu breit ist.
Im Jahr 1999 wurde der Triebwagen von Stadler Bussnang umgebaut, um ihn für den Betrieb mit den Steuerwagen 211 und 213 anzupassen. Dazu wurden neben einer Gesamtrenovierung des Fahrzeugs folgende Umbauten vorgenommen:
- Umbau des Nockenschaltwerks auf eine elektropneumatische Schützsteuerung
- Einbau einer fernbedienten Federspeicherbremse mit Rückrollschutz
- Einbau eines modernen Leittechniksystems mit Zugbus CAN
- Ausbau des Abteils 1. Klasse und der Toilettenanlage[9]

Zusammen mit den Steuerwagen 211 und 213 bildet der Triebwagen eine nicht mit den restlichen Fahrzeugen der Zugspitzbahn kompatible Garnitur.
Der am 9. Juni 2000 in Betrieb genommene Triebwagen wurde am darauffolgenden Tag bei dem Unfall im Katzenstein-Tunnel beschädigt und konnte erst Ende 2001 nach der Reparatur eingesetzt werden. Der Triebwagen wird hauptsächlich zusammen mit den beiden Steuerwagen auf der Talstrecke zwischen Garmisch-Partenkirchen und Grainau eingesetzt.